# Observaciones geológicas en las islas volcánicas visitadas durante el viaje del HMS Beagle
Observaciones geológicas en las islas volcánicas visitadas durante el viaje de HMS Beagle es un libro escrito por el naturalista inglés Charles Darwin. El libro fue publicado en 1844 y se basa en sus observaciones científicas realizadas durante el segundo viaje del HMS Beagle, comandado por el capitán Robert FitzRoy. Es el segundo libro de una serie de libros de geología escritos por Darwin, que también incluyen La estructura y distribución de los arrecifes de coral, publicado en 1842, y Observaciones geológicas en América del Sur, publicado en 1846.
El texto contiene siete capítulos e incluye observaciones realizadas durante los viajes de Darwin a la isla volcánica de St. Jago en Cabo Verde, el archipiélago Fernando de Noronha, la Isla Ascensión la isla de Santa Elena, las Islas Galápagos, la Isla Santiago, Nueva Zelanda, Australia, la tierra de Van Diemen y el cabo de Buena Esperanza.
El libro incluye uno de los primeros relatos del proceso de diferenciación magmática. Mientras observaba un flujo de lava basáltica en las Galápagos, Darwin observó que «los cristales se hunden por su peso»  y que esto «arroja luces sobre la separación de las series de rocas con alto contenido de sílice versus aquellas con bajo contenido de sílice». Esta fue la primera propuesta de la hipótesis de cristalización fraccionada de diferenciación magmática que se desarrolló y demostró en el siglo XX.
El geólogo Archibald Geikie elogió el libro, calificándolo como «la mejor autoridad en la estructura geológica general de la mayoría de las regiones que describe», y que Darwin fue «uno de los primeros escritores en reconocer la magnitud de la denudación a la que incluso las acumulaciones geológicas recientes han sido sometidas».
Una segunda edición del libro, publicada en 1876, recopila en una sola obra las observaciones geológicas en las islas volcánicas con las observaciones geológicas realizadas en América del Sur.